# 葉適
葉 適（しょう せき、紹興20年（1150年）- 嘉定16年1月26日（1223年2月27日））は、南宋の儒学者・官僚。字は正則。号は水心。温州永嘉県の人。事功派永嘉学派の雄として知られる。

## 経歴
淳熙5年（1178年）、進士に及第。地方官を経て太学正・太学博士になり、実録院検討官を務めた。紹熙年間には知蘄州・淮西提挙常平・浙西提点刑獄などを歴任し、次いで尚書左選郎官に就いた。紹熙5年（1194年）、太上皇孝宗の崩御に際して国喪を行えなかった光宗を退位させる政変に加わった。慶元党禁が始まると、朱熹を弁護したという理由で弾劾されたが、嘉泰年間に湖南轉運判官・知泉州に復職した。
開禧2年（1206年）、吏部侍郎兼直学士院に起用され北伐の詔書を草案し、沿江制置使として建康に赴任。翌年に江淮制置使に移って屯田と流民の安置を監督した。北伐の失敗後、再び弾劾され都落ちすることになる。嘉定4年（1211年）、官爵と名誉を回復したが、政界には復帰せず、朝廷から下る祠禄（俸給）に頼って郷里での著述活動に専念した。嘉定16年（1223年）正月に病死。光禄大夫が追贈され、「文定」と諡された。陳傅良などと共に永嘉学派の代表的人物であり、同時代の朱熹・陸九淵らとは異なり、その学問の特色は実用性や経済性を重視する点にあった。またすぐれた政治論の書き手としても知られ『水心文集』29巻が現存している。日本の古義学派の伊藤仁斎にも影響を与えた。

## 著作
- 『水心文集』
- 『水心別集』
- 『習学記言序目』

| スタブアイコン | サブスタブ | この項目は、まだ閲覧者の調べものの参照としては役立たない、人物に関連した書きかけの項目です。この項目を加筆・訂正などしてくださる協力者を求めています（P:人物伝/PJ:人物伝）。 |